# Toshiaki Imai
Toshiaki Imai (今井 敏明 Imai Toshiaki?, nacido el 29 de diciembre de 1954 en Saitama) es un exfutbolista japonés y entrenador.

## Clubes

### Como futbolista
| Club    | País  | Año         |
| ------- | ----- | ----------- |
| Fujitsu | Japón | 1977 - 1981 |

### Como entrenador
| Club                     | País               | Año         |
| ------------------------ | ------------------ | ----------- |
| Tokyo Gas                | Japón              | 1993 - 1994 |
| Shiroki FC Serena        | Japón              | 1996        |
| Kawasaki Frontale        | Japón              | 2000        |
| China Taipéi             | República de China | 2005 - 2007 |
| Femenina de China Taipéi | República de China | 2007        |
| FC Ganju Iwate           | Japón              | 2011 - 2012 |
| China Taipéi             | República de China | 2016        |
| Mongolia                 | Mongolia           | 2016        |
| Global Cebu              | Filipinas          | 2017        |